# Stockholm (Dacota do Sul)
Stockholm é uma cidade  localizada no estado norte-americano de Dacota do Sul, no Condado de Grant.
Orignal

## Demografia
Segundo o censo norte-americano de 2000, a sua população era de 105 habitantes.
Em 2006, foi estimada uma população de 97, um decréscimo de 8 (-7.6%).

## Geografia
De acordo com o United States Census Bureau tem uma área de
1,1 km², dos quais 1,1 km² cobertos por terra e 0,0 km² cobertos por água.

## Localidades na vizinhança
O diagrama seguinte representa as localidades num raio de 20 km ao redor de Stockholm.